# Basil Brooke (1er vicomte Brookeborough)
Pour les articles homonymes, voir Brooke.
Basil Stanlake Brooke, 1er vicomte Brookeborough né le 9 juin 1888 et mort le 18 août 1973 est un homme politique, devenu le troisième Premier ministre d’Irlande du Nord de mai 1943 et jusqu’en mars 1963.